# 慕德縣
慕德县（越南语：／）是越南广义省下辖的一个县，越南总理范文同的家乡。

## 地理
慕德县南接德普市社，北接思义县和广义市，西接义行县，东临南海。

## 历史
1992年10月1日，同葛市镇更名为慕德市镇。
2024年11月14日，越南国会常务委员会通过决议，自2025年1月1日起，德利社和德胜社合并为胜利社。

## 行政区划
慕德县下辖1市镇11社，县莅慕德市镇。
- 慕德市镇（Thị trấn Mộ Đức）
- 德政社（Xã Đức Chánh）
- 德协社（Xã Đức Hiệp）
- 德和社（Xã Đức Hòa）
- 德邻社（Xã Đức Lân）
- 德明社（Xã Đức Minh）
- 德润社（Xã Đức Nhuận）
- 德丰社（Xã Đức Phong）
- 德富社（Xã Đức Phú）
- 德新社（Xã Đức Tân）
- 德盛社（Xã Đức Thạnh）
- 胜利社（Xã Thắng Lợi）